# Battaglia di Günzburg
La battaglia di Günzburg è stata una battaglia combattuta il 9 ottobre 1805 tra truppe francesi e austriache, nel corso della guerra della terza coalizione.
All'indomani dello scontro di Wertingen, il feldmaresciallo austriaco Mack cercava di sganciarsi dalla assai maggiore armata francese, attraversando il fiume. Tuttavia il 9 ottobre, sui ponti di Günzburg, circa 20 km da Ulma, il generale austriaco d'Aspre venne investito da un attacco in massa del 6º corpo francese comandato dal maresciallo Ney, che lo travolse e lo fece prigioniero insieme a 2 000 uomini e sei cannoni. I francesi contarono 400 feriti.
L'esito dello scontro costrinse Mack con il resto dell'armata a ripiegare sotto le mura di Ulma, ove venne sconfitto alla battaglia del 16-19 ottobre 1805.